# Hyloxalus pinguis
Hyloxalus pinguis är en groddjursart som först beskrevs av Juan A. Rivero och Humberto Granados-Díaz 1990.  Hyloxalus pinguis ingår i släktet Hyloxalus och familjen pilgiftsgrodor. IUCN kategoriserar arten globalt som otillräckligt studerad. Inga underarter finns listade i Catalogue of Life.